# Heinrich Kreutz
Heinrich Carl Friedrich Kreutz (ur. 8 września 1854 w Siegen, zm. 13 lipca 1907 w Kilonii) – niemiecki astronom. Jako pierwszy wykazał, że istnieje pewna grupa komet, które okrążając Słońce, przechodzą bardzo blisko jego powierzchni (fotosfery) i pochodzą z rozpadu jednego ciała.

## Życiorys
Szkołę średnią skończył w rodzinnym Siegen, a następnie studiował astronomię na Uniwersytecie w Bonn. Jego profesorami tam byli Eduard Schönfeld i Carl Krueger (córkę tego ostatniego poślubił na początku lat 90. XIX w.). W 1880 roku uzyskał doktorat na podstawie prac nad orbitą wielkiej komety z 1861 roku (C/1861 J1), po czym kilka miesięcy spędził w Wiedniu, studiując u Theodora von Oppolzera i Edmunda Weissa.
Przepracowawszy rok w instytucie badawczym w Berlinie, podążył za Kruegerem do Kilonii, gdzie ów został dyrektorem obserwatorium. W Kilonii, podobnie jak w Berlinie, pracował jako rachmistrz, ale od 1888 roku był także wykładowcą na Uniwersytecie w Kilonii, a od 1891 – profesorem. W 1896 roku przejął po zmarłym Kruegerze funkcję redaktora najważniejszego ówczesnego naukowego czasopisma astronomicznego – „Astronomische Nachrichten”. Wydał 35 woluminów tego pisma (tomy 140–175), a także 13 tomów „Astronomische Abhandlungen”, które założył, by publikować teksty dłuższe niż te zazwyczaj przyjmowane przez „Nachrichten”. Najważniejsze badania Kreutza dotyczyły orbit komet. Na podstawie analizy orbit komet muskających Słońce C/1843 D1, C/1880 C1 i C/1882 R1 wykazał, że wszystkie one należą do jednej grupy, nazwanej następnie jego imieniem, która powstała z rozpadu jednego ciała niebieskiego podczas jego przejścia przez peryhelium. Od 1891 roku był członkiem Niemieckiej Akademii Przyrodników Leopoldina.

## Rodzina
Rodzicami Heinricha Kreutza byli duchowny ewangelicki, superintendent Siegen Karl Kreutz (1812–1894) i Carolina z domu Schleifenbaum (1823 – ok. 1900), córka Franza Schleifenbauma, przedsiębiorcy w branży metalurgicznej. 
Poślubił Else Krueger (1861–1940), córkę swojego profesora Carla Kruegera. Małżeństwo miało dwóch synów i trzy córki.